# Grupo Novitec
O Grupo Novitec está localizado em Stetten, Baviera, Alemanha é uma empresa especializada em modificações veiculares para marcas italianas como Ferrari, Fiat e Alfa Romeo. Em 2007, criou-se a Novitec Tridente, um braço da fabricante dedicado a modificações para a Maserati. Outra divisão da companhia, Spofec, concetra-se na modificação de veículos da Rolls Royce.

## Carros modificados pela Novitec[1]

### Ferrari
- 488 Pista
- 488 Pista Spider
- 488 GTB
- 488 Spider
- 488 N-Largo
- 488 N-Largo Spider

- 812 Superfast
- 812 N-Largo
- Portofino
- GTC4Lusso
- 458 Speciale
- 458 Speciale Aperta
- 458 Italia
- 458 Spider
- F12 TDF
- F12 Berlinetta
- F12 N-Largo S
- F12 N-Largo
- California T
- California
- FF
- 599 GTO
- 599 SA Aperta
- 599 GTB
- F430 Scuderia
- F430 Scuderia 16M
- F430 Coupe
- F430 Spider
- 360 Challenge Stradale
- 360 Modena
- 360 Spider
- 812 Superfast N-Largo
- F8 Tributo
- SF90 Stradale
- Roma

### Lamborghini
- Huracán Evo
- Huracan Evo Spyder
- Huracan Performante
- Huracan Performante Spyder
- Huracan Coupe RWD
- Huracan Spyder RWD
- Huracan N-Largo
- Huracan Spyder N-Largo
- Aventador SVJ
- Aventador SVJ Roadster
- Aventador S
- Aventador S Roadster
- Aventador SV
- Aventador SV Roadster
- Aventador
- Aventador Roadster
- Urus Esteso
- Urus

### McLaren
- Senna
- 720S N-Largo Spider
- 720S
- 720S Spider
- 720S N-Largo
- 600LT
- 600LT Spider
- 570GT
- 570S
- 570S Spider
- 540C

### Maserati
- Levante Esteso V2
- Levante Esteso V1
- Levante
- Ghibli
- Quattroporte
- MC Stradale
- GranCabrio
- GranTurismo

### Rolls-Royce
- Cullinan
- Phantom
- Dawn
- Dawn Overdose
- Wraith
- Wraith Overdose
- Ghost Series II
- Ghost

### Tesla
- Model S
- Model 3
- Model X
- Model Y (Em breve)

## Referencias
1. ↑  «Home | NOVITEC – Performance en Vogue». www.novitecgroup.com. Consultado em 3 de março de 2021